# ایزوپروترنول
ایزوپروترنول (به انگلیسی: Isoproterenol)
نامهای تجارتی : Isuprel - Mistometer - Norisodrine (در برخی کشورها با نام Isoprenaline نیز شناخته می‌شود)
رده دارویی: ترکیب آدرنرژیک
رده درمانی: گشادکننده برونش‌ها (برونکودیلاتور)، محرک قلبی
اشکال دارویی: آمپول ۰/۲ میلی گرم در سی سی، آمپول ۲ میلی گرم در ۲ سی سی (یا ۱ میلی گرم در ۱ سی سی)

## مکانیسم اثر
ایزوپروترنول اثر برونکوودیلاتوری خود را از طریق اثر مستقیم بر روی گیرنده‌های Beta۲آدرنرژیک در ریه و اثر محرک قلب خود را از طریق اثر مستقیم بر روی گیرنده‌های Beta۱آدرنرژیک در قلب اعمال می‌کند.
نکته از فارماکولوژی کاتزونگ: ایزوپروترنول یک آگونیست خالص بتا است که ضربان قلب را افزایش می‌دهد. دارویی مثل اپی نفرین که یک آگونیست خالص آلفا و بتا است که ضربان قلب را افزایش می‌دهد.
متاپروترنول نیز یک آگونیست اختصاصی Beta۲ محسوب می‌شود که در درمان تنگی برونش‌ها در آسم کاربرد دارد.
نکته ای دیگر از کاتزونگ: تزریق ایزوپروترنول که یک بتاآگونیست است، سبب کاهش فشار خون دیاستولی و تغییر اندک در فشار خون سیستولی می‌گردد، بنابراین فشار نبض افزایش می یابد. این دارو، فشار دیاستولی را به دلیل کم کردن مقاومت عروقی کاهش می‌دهد و حجم ضربه ای را نیز شدیداً افزایش می‌دهد.

## موارد مصرف
- گشادکننده برونش در برونکواسپاسم حین بیهوشی
- محرک قلبی در آریتمی
- داروی کمکی در درمان سندرم هیپوپرفوزیون
- درمان بلوک کامل قلبی بعد از بسته شدن VSD
- درمان برونکواسپاسم در طی حملات حاد و خفیف آسم
- درمان برونکواسپاسم در COPD
- کنترل موقت برادی کاردی مقاوم به آتروپین

## طریقه مصرف
- به عنوان گشادکننده برونش در برونکواسپاسم حین عمل بیهوشی:

در بالغین: ۰/۰۱ تا ۰/۰۲ میلی گرم به صورت داخل وریدی، که در صورت نیاز می‌توان این دوز را تکرار کرد.
- به عنوان محرک قلبی در آریتمی:

در بالغین با روش‌های ذیل تجویز می‌شود:
1. روش اول: ۰/۰۲ میلی گرم به صورت داخل قلبی تزریق می‌شود و در صورت نیاز، دوز بعدی بر حسب پاسخ بیمار تجویز می‌شود.
2. روش دوم:ابتدا ۰/۲ میلی گرم از راه عضلانی تزریق می‌شود و سپس در صورت نیاز ۰/۲ تا ۱ میلی گرم، باز از راه عضلانی تزریق می‌گردد.
3. روش سوم: ابتدا ۰/۰۲ تا ۰/۰۶ میلی گرم از راه وریدی تزریق می‌شود و سپس در صورت نیاز ۰/۰۱ تا ۰/۲ میلی گرم از راه وریدی تزریق می‌شود.
4. روش چهارم: ۲ میلی گرم ایزوپروترنول در ۵۰۰ سی سی محلول DW۵٪ ریخته می‌شود و با سرعت ۰/۰۰۵ میلی گرم در دقیقه به صورت انفوزیون وریدی تجویز می‌شود.
5. روش پنجم: ۰/۲ میلی گرم از راه زیرجلدی تزریق می‌شود و سپس در صورت نیاز ۰/۱۵ تا ۰/۲ میلی گرم از راه زیرجلدی تزریق می‌شود.

- به عنوان داروی کمکی در سندرم هیپوپرفوزیون:

در بالغین: ۲ میلی گرم ایزوپروترنول در ۵۰۰ سی سی محلول DW۵٪ ریخته می‌شود و با سرعت ۰/۰۰۰۵ تا ۰/۰۰۵ میلی گرم در دقیقه به صورت انفوزیون وریدی تجویز می‌شود.

## موارد منع مصرف
- حساسیت مفرط نسبت به ایزوپروترنول و سایر سمپاتومیمتیک‌ها.
- دیس ریتمی‌های قلبی، به خصوص در تاکی کاردی

## موارد احتیاط
- بیماران مسن
- بیماران دیابتیک
- بیماری‌های کلیه
- بیماری‌های قلب و عروق (شامل: هیپرتانسیون، نارسایی عروق کرونری، آنژین)
- هیپرتیروئیدیسم
- بیماران حساس به سولفیت

## تداخلات دارویی
- در صورت مصرف همزمان ایزوپروترنول با سایر داروهای آدرنرژیک، اثرات آدرنرژیک آن تشدید می‌گردد.
- بدنبال مصرف همزمان این دارو با مهارکننده‌های منوآمین اکسیداز، حملات هیپرتانسیون اتفاق می‌افتد.
- داروهای مسدودکننده گیرنده‌های بتا آدرنرژیک، اثرات درمانی ایزوپروترنول را از بین می‌برد.
- مصرف همزمان ایزوپروترنول با سیکلوپروپان و هالوتان، آریتمی ناشی از مصرف این دارو تشدید می‌گردد.

## عوارض جانبی
- در سلسله اعصاب مرکزی: عصبی شدن، بی قراری، بی خوابی، اضطراب، ترس، تحریک پذیری، ضعف، سردرد، سرگیجه، ترمور خفیف.
- در قلب و عروق: تپش قلب، تاکی کاردی، آنژین، تغییر در فشارخون، دیس ریتمی
- در دستگاه گوارش: تهوع، استفراغ
- در متابولیک: هیپرگلیسمی
- در سایر قسمت‌ها: تحریک وخیز برونش‌ها، تعریق، برافروختگی، وزوز گوش.

نکته مهم: در صورت ایجاد آنژین، دیس ریتمی‌های بطنی، تورم غدد پاروتید یا بروز هر گونه اشکال تنفسی، مصرف ایزوپروترنول را باید قطع نمود.